# Dům Sophie
Dům Sophie, původního názvu Erzherzogin Sophie (česky Arzivévodkyně Sophie), později psáno dům Sofie, stojí v lázeňské části Karlových Varů v městské památkové zóně v ulici Mariánskolázeňská 302/5. Byl postaven v letech 1929–1930.
Objekt byl v roce 1981 prohlášen kulturní památkou,  rejstř. č. ÚSKP 15185/4-4133 – v rámci souboru domů Mariánskolázeňské ulice s omezením: architektonický výraz hmoty a fasády.

## Historie
V roce 1928 zažádal Karl Eberhart, majitel domu Erzherzogin Sophie, o povolení novostavby. Demolice starého domu se uskutečnila dne 12. listopadu 1928 a v září 1929 byla vymezena poloha novostavby. Plány se nezachovaly. Jako jejich předkladatelé při úředních jednáních vystupovali Heinrich Johann Vieth a s ním, co se týkalo statických výpočtů a plánů betonových pilířů, Ed. Ast, Stroner & Co., Ingenieure u. Baumeister. V roce 1929 byla stavba dokončena.

## Ze současnosti
V roce 2014 byl dům uveden v Programu regenerace Městské památkové zóny Karlovy Vary 2014–2024 v části II. (tabulková část 1–5 Přehledy) v seznamu památkově hodnotných objektů na území MPZ Karlovy Vary a jejich aktuální stav jako vyhovující.
V současnosti (srpen 2021) je evidován jako bytový dům ve vlastnictví SVJ.

## Popis
Dům se nachází v lázeňské části města u Labitzkého lávky přes řeku Teplou. Sousedí s domem Quisisana Palace.
Je příkladem střídmé, strohé moderny s použitím moderních konstrukcí a materiálů.